# كوزمت (كوزمت)
كوزمت هي إحدى مشيخات المملكة المغربية، تتبع جغرافيا لإقليم شيشاوة وإداريًا لكوزمت. يقدر عدد سكانها بـ 4540 نسمة حسب الإحصاء الرسمي للسكان والسكنى لسنة 2004.